# Pogradec
Pogradec é uma cidade e município (em albanês:  bashkia) da Albânia. É a capital do distrito de Pogradec na prefeitura de Korçë. Possui cerca de 40 mil habitantes (2010).